# Terezópolis de Goiás
Terezópolis de Goiás is een gemeente in de Braziliaanse deelstaat Goiás. De gemeente telt 5.951 inwoners (schatting 2009).

## Verkeer en vervoer
De plaats ligt aan de radiale snelweg BR-060 tussen Brasilia en Bela Vista. Daarnaast ligt ze aan de wegen GO-153 en GO-466.